# Кольграф, Петер
Петер Кольграф (нем. Peter Kohlgraf; род. 21 марта 1967, Кёльн, ФРГ) — немецкий прелат. Епископ Майнца с 18 апреля 2017.